# Le Grand Retournement
Pour plus de détails, voir Fiche technique et Distribution.
Le Grand Retournement est un film français réalisé par Gérard Mordillat, sorti en salles le 23 janvier 2013. Il est adapté de la pièce de Frédéric Lordon D'un retournement l'autre, comédie sérieuse sur la crise financière.

## Synopsis
C'est la crise, la bourse dégringole, les banques sont au bord de la faillite, le crédit est mort, l'économie se meurt… Pour sauver leurs mises les banquiers font appel à l'État. L’État haï est soudain le sauveur ! Les citoyens paieront pour que le système perdure, que les riches restent riches, les pauvres pauvres.

## Distribution
- Jacques Weber : banquier
- Édouard Baer : trader
- Élie Triffault : Président de la République
- Jean-Damien Barbin : banquier
- Antoine Bourseiller : banquier
- Franck de Lapersonne : banquier
- Benjamin Wangermée : deuxième conseiller
- Odile Conseil : grande journaliste
- François Morel : premier conseiller
- Christine Murillo : fondée de pouvoir
- Jacques Pater : banquier
- Patrick Mille : nouveau conseiller
- Thibault de Montalembert : premier ministre
- Alain Pralon : gouverneur de la Banque Centrale